# Терн Терн Ђан Хан
Терн Терн Ђан Хан (малајс. Tern Tern Jian Han; Џохор Бару, 18. јун 1995) малезијски је пливач чија ужа специјалност су трке леђним стилом. 

## Спортска каријера
Први наступ на светским првенствима је имао у Казању 2015, а једину трку у којој је учествовао, ону на 50 леђно, окончао је на 47. месту у квалификацијама. 
Био је део малезијске пливачке репрезентације на Играма комонвелта 2018. у Гоулд Коусту, а осмо место које је освојио у финалу трке на 50 леђно је био његов најбољи резултат у дотадашњој каријери. 
На свом другом наступу на светским првенствима, у корејском Квангџуу 2019, такмичио се у три дисциплине. Трку на 50 леђно окончао је на 42, а ону на 100 леђно на 48. месту. Пливао је и у штафети 4×100 слободно која је квалификације окончала на 25. месту.